# Johnny Tillotson
John Tillotson, dit Johnny Tillotson, né le 20 avril 1938 à Jacksonville (Floride) et mort le 1er avril 2025 à Los Angeles (Californie), est un chanteur américain de rock et de musique country.

## Biographie
Johnny Tillotson est le fils de Doris et Jack Tillotson, mécanicien de voitures. À l'âge de 9 ans, il va vivre avec sa grand-mère à Palatka en Floride. Jeune, il participe à  des shows télé. En 1957, il entre à l'Université de Floride.
En 1958, il envoie une cassette à un producteur et signe un contrat à Nashville (Tennessee). Son plus grand succès est Poetry in Motion, no 2 aux États-Unis et no 1 en Angleterre en 1960. Ses autres succès sont It Keeps Right On a-Hurtin, no 3 aux États-Unis en 1962, et Heartaches by the Number en 1965.
Johnny Tillotson apparaît dans le film Just for Fun en 1963.

### Famille
En mai 1991, sa fille Kelly meurt âgée de 22 ans dans un accident de voiture.

## Discographie
| Année | Album                            | US  |
| ----- | -------------------------------- | --- |
| 1959  | This Is Johnny Tillotson         | —   |
| 1960  | Johnny Tillotson (EP)            | —   |
| 1962  | It Keeps Right On a-Hurtin'      | 8   |
| 1963  | You Can Never Stop Me Loving You | —   |
| 1964  | Talk Back Trembling Lips         | 48  |
| 1964  | The Tillotson Touch              | —   |
| 1964  | She Understands Me               | 148 |
| 1965  | That's My Style                  | —   |
| 1965  | Johnny Tillotson Sings           | —   |
| 1966  | No Love at All                   | —   |
| 1966  | The Christmas Touch              | —   |
| 1966  | Johnny Tillotson Sings Tillotson | —   |
| 1967  | Here I Am                        | —   |
| 1969  | Tears on My Pillow               | —   |
| 1970  | Johnny Tillotson                 | —   |
| 1977  | Johnny Tillotson                 | —   |
| 2009  | Victoria's The Little Merboy     | —   |